# Ткачук Михайло Михайлович
Михайло Михайлович Ткачук (нар. 2 листопада 1985) — український футболіст, що грав на позиції півзахисника. Відомий насамперед виступами у складі команди першої ліги «Спартак» з Івано-Франківська.

## Клубна кар'єра
Михайло Ткачук розпочав займатися футболом у дитячо-юнацькій школі «Тепловик-ДЮСШ-3» в Івано-Франківську, з 2000 до 2002 року займався у футбольній школі донецького «Шахтаря». У професійному футболі дебютував у 2003 році в команді першої ліги «Прикарпаття» з Івано-Франківська, проте в перші сезони виступів грав більше у фарм-клубі івано-франківського клубу в другій лізі «Лукор», пізніше «Спартак-2» з Калуша, а в 2006 році грав у складі івано-франківської команди другої ліги «Чорногора». У сезоні 2006—2007 року Ткачук став основним футболістом івано-франківського «Спартака», проте після цього сезону команду розформували, після чого футболіст грав у аматорському клубі «Карпати» (Яремче). У 2011 році Михайло Ткачук став гравцем реорганізованої івано-франківської команди «Прикарпаття», яка грала в другій лізі, проте зіграв у його складі лише 5 матчів. Після цього Ткачук грав у низці аматорських клубів Івано-Франківської області, й ще в сезоні 2021—2022 року граву складі команди «Ураган» (Черніїв).